# Patrice Larue
Pour les articles homonymes, voir Larue.
 (juillet 2012).
Si vous disposez d'ouvrages ou d'articles de référence ou si vous connaissez des sites web de qualité traitant du thème abordé ici, merci de compléter l'article en donnant les références utiles à sa vérifiabilité et en les liant à la section « Notes et références ».
Patrice Larue, né à Neuilly-sur-Seine (Hauts-de-Seine) le 12 septembre 1950, est un publicitaire français.

## Biographie
Il réalise les illustrations adhésives qui seront appliquées sur les avions de la compagnie Air France durant la Coupe du monde de football de 1998. 

## Œuvres principales et séries d’œuvres

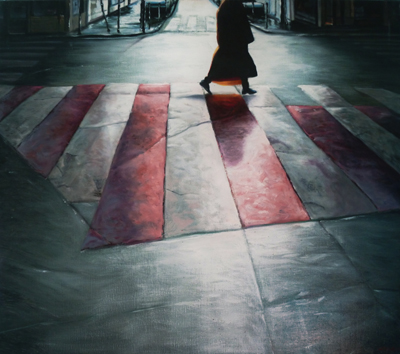
Le passage sur Paris (2006).

- Serie «Paris sous la pluie», (2002)
- Serie «Les filles de Larue», (2002)
- Serie «les ciels de Larue», (2002)
- Serie «Instant T», (2002)
- Serie «New York», (2002)
- Serie «Class J», (2002)